# Mix-Up
Mix-Up è il primo album in studio del gruppo musicale inglese Cabaret Voltaire, pubblicato nel 1979.

## Tracce
Side A
1. Kirlian Photograph
2. No Escape (The Seeds cover)
3. Fourth Shot
4. Heaven and Hell
5. Eyeless Sight (live)

Side B
1. Photophobia
2. On Every Other Street
3. Expect Nothing
4. Capsules